# UTC+12:30
UTC+12:30 — часова зона, яку використовували як літній час у Новій Зеландії у літньому сезоні 1927/1928 років та на острові Норфолк у літньому сезоні 1974/1975 років. Зміщення від всесвітнього часу становило +12 годин 30 хвилин.
Вперше запроваджено 6 жовтня 1927 року, востаннє діяла 1 березня 1975 року.
Літерні позначення: NZST, M†

## Використання
Зараз не використовується

## Історія використання

### Як стандартний час
Ніколи не використовувався

### Як літній час
- Австралія — част.:
  -  Острів Норфолк — у 1974/1975 р.
- Нова Зеландія — у 1927/1928 р.